# Техама (округ, Каліфорнія)
Шаблон:StateAbbr_ 40°08′ пн. ш. 122°14′ зх. д. / 40.13° пн. ш. 122.23° зх. д.
Округ Техама (англ. Tehama County) — округ (графство) у штаті Каліфорнія, США. Ідентифікатор округу 06103.

## Історія
Округ утворений 1856 року.

## Демографія
За даними перепису
2000 року
загальне населення округу становило 56039 осіб, зокрема міського населення було 28565, а сільського — 27474.
Серед мешканців округу чоловіків було 27692, а жінок — 28347. В окрузі було 21013 домогосподарства, 14897 родин, які мешкали в 23547 будинках.
Середній розмір родини становив 3,08.
Віковий розподіл населення поданий у таблиці:
| Стать    | До 15 років | 15-21 | 22-29 | 30-39 | 40-49 | 50-65 | 65-85 | Понад 85 |
| -------- | ----------- | ----- | ----- | ----- | ----- | ----- | ----- | -------- |
| Чоловіки | 6370        | 2986  | 2239  | 3640  | 3938  | 4500  | 3691  | 328      |
| Жінки    | 6157        | 2648  | 2121  | 3763  | 4053  | 4701  | 4251  | 653      |

## Суміжні округи
- Шаста — північ
- Плумас — північний схід
- Б'ютт — схід
- Гленн — південь
- Мендосіно — південний захід
- Триніті — захід

## Виноски
1. ↑  U.S. Decennial Census. United States Census Bureau. Процитовано 31 травня 2014.
2. ↑  Historical Census Browser. University of Virginia Library. Архів оригіналу за 11 серпня 2012. Процитовано 31 травня 2014.
3. ↑  Population of Counties by Decennial Census: 1900 to 1990. United States Census Bureau. Процитовано 31 травня 2014.
4. ↑  Census 2000 PHC-T-4. Ranking Tables for Counties: 1990 and 2000 (PDF). United States Census Bureau. Процитовано 31 травня 2014.
5. ↑  State & County QuickFacts. United States Census Bureau. Архів оригіналу за 6 червня 2011. Процитовано 6 квітня 2016. [Архівовано 2011-06-06 у Wayback Machine.](англ.) Наведено за англійською вікіпедією.
6. ↑  American FactFinder. Бюро перепису населення США. Архів оригіналу за 26 лютого 2012. Процитовано 31 січня 2008. [Архівовано 2008-05-21 у Wayback Machine.]

| США | Це незавершена стаття з географії США. Ви можете допомогти проєкту, виправивши або дописавши її. |